# Luigi Castagnola (politico)
Luigi Castagnola (Sestri Levante, 25 agosto 1936) è un politico italiano.

## Biografia
Esponente del Partito Comunista Italiano, alle elezioni regionali in Liguria del 1970 fu eletto consigliere, venendo confermato alle regionali del 1975; fu quindi nominato assessore alle finanze, al bilancio e ai rapporti con gli enti locali nella giunta guidata da Angelo Carossino, rivestendo tale carica fino al 1976.
In occasione delle elezioni politiche del 1983 approdò alla Camera, venendo eletto nel collegio di Genova con 32.913 preferenze; si riconfermò alle politiche del 1987, quando ricevette 29.111 preferenze.
Dopo la svolta della Bolognina, nel 1991 aderì al Partito Democratico della Sinistra, nelle cui liste fu rieletto alle politiche del 1992 con 7.643 preferenze.
Terminò il mandato parlamentare nel 1994.